# Lauren Stamile
Lauren Stamile (Tulsa (Oklahoma), 12 september 1976) is een Amerikaanse actrice.

## Biografie
Stamile werd geboren in Tulsa (Oklahoma) als derde van vijf kinderen. Zij studeerde af in theaterwetenschap aan de Northwestern-universiteit in Evanston (Illinois) en verhuisde hierna naar New York voor haar acteercarrière. Zij begon als actrice in het theater en trad op in off-Broadway producties. 
Stamile begon in 1999 met acteren in de televisieserie Law & Order: Special Victims Unit, waarna zij nog meerdere rollen speelde in televisieseries en films. Zij is bekend van onder andere Off Centre (2001-2002), Grey's Anatomy (2007-2008), Community (2009-2010) en Burn Notice (2011-2012). 

## Filmografie

### Films
Uitgezonderd korte films.
- 2022 The Storied Life of A.J. Fikry - als Leonora
- 2021 Let Us In - als Michelle
- 2020 Rita - als Anya
- 2019 Bit - als Jenni
- 2015 Tooken - als Lenore Millers
- 2012 Overnight - als Abby
- 2011 Low Fidelity - als Ann
- 2011 Untitled Allan Loeb Project - als Amy Cheever
- 2009 Alligator Point - als Emma Lawson
- 2009 Midnight Bayou - als Lena Simone
- 2008 The Blue Tooth Virgin - als Rebecca
- 2008 Kissing Cousins - als Liza
- 2006 That Guy - als Cassidy
- 2004 The Last Letter - als ms. Paige
- 2004 Behind the Camera: The Unauthorized Story of 'Charlie's Angels' - als Kate Jackson
- 2000 Follow Me Outside - als Georgette
- 2000 Something Sweet - als Mel

### Televisieseries
Uitgezonderd eenmalige gastrollen.
- 2023 Gotham Knights - als Rebecca March - 2 afl.
- 2019 9-1-1 - als Ellie - 2 afl.
- 2018 Blindspot - als Millicent Van Der Waal - 2 afl.
- 2016 Chicago Fire - als Susan Weller - 5 afl.
- 2015 Complications - als Bridget O'Neill - 10 afl.
- 2013-2014 Scandal - als Carla - 3 afl.
- 2011-2012 Burn Notice - als agente Pearce - 14 afl.
- 2009-2010 Community - als professor Michelle Slater - 5 afl.
- 2007-2008 Grey's Anatomy - als verpleegster Rose - 12 afl.
- 2007 Scrubs - als Shannon 1 afl.
- 2005 Committed - als Natalie - 2 afl.
- 2001-2002 Off Centre - als Liz Lombardi - 28 afl.

- Bibliothèque nationale de France: cb16253609v (data)
- Gemeinsame Normdatei: 1013086139
- International Standard Name Identifier: 0000 0001 2035 8382
- Library of Congress Control Number: no2012080904
- Virtual International Authority File: 164844635
- WorldCat: E39PBJg4g83bFkWbqxFqDTJJjC